# 国後郡
- 令制国一覧 > 北海道 (令制) > 千島国 > 国後郡
- 日本 > 北海道 > 根室振興局 > 国後郡

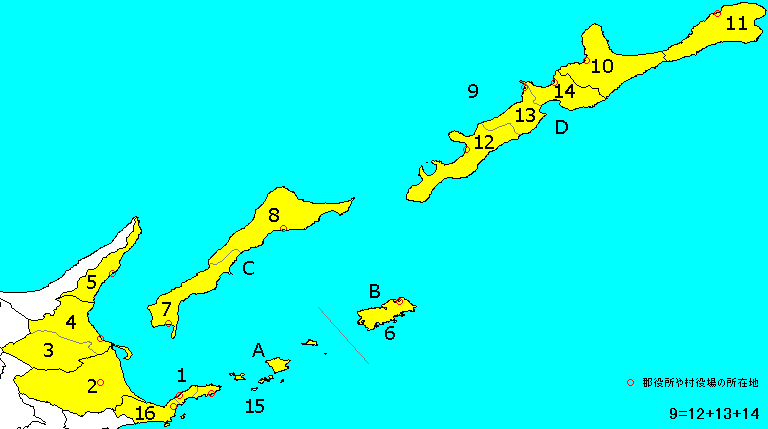
北海道国後郡の位置（7：泊村 8：留夜別村）

国後郡（くなしりぐん）は、北海道（千島国）根室振興局国後島の郡の一つであり、現状はサハリン州南クリル管区の管轄下にある。
以下の2村を含む。
- 泊村（とまりむら）
- 留夜別村（るよべつむら）

当該地域の領有権に関する詳細は千島列島及び北方領土問題の項目を参照。

## 歴史

### 郡発足までの沿革
江戸時代初期の寛永12年（1635年）、松前藩は村上掃部左衛門に命じ国後・択捉などを含む蝦夷地の地図を作成、正保元年（1644年）には各藩が提出した地図を基に日本の全版図を収めた「正保御国絵図」が作成された。このとき幕命により松前藩が提出した自藩領地図には、「クナシリ」「エトロホ」「ウルフ」など39の島々が描かれていた。1661年、伊勢国松坂の七郎兵衛の船が得撫島に漂着したが、蝦夷（アイヌ）の助けで択捉島や国後郡域および十州島（北海道本島）を経て寛文元年（1662年）に江戸へ帰っている（『勢州船北海漂着記』）。
江戸時代中期の元禄13年（1700年）になると、幕命により松前藩は千島や勘察加を含む蝦夷全図と松前島郷帳を作成し、正徳5年(1715年)には、松前藩主は幕府に対し、「十州島、唐太、チュプカ諸島、勘察加」は松前藩領と報告。享保16年（1731年）、国後・択捉の首長らが松前藩主のもとを訪れ献上品を贈り、宝暦4年松前藩によってクナシリ場所を開き、泊には運上屋が置かれ、郡域内のトウフツ、ルロイ、アトイヤなどに旅宿所を開設し陸上交通の便をはかり、海上交通は北前船も寄航していた。安永2年飛騨屋がクナシリ場所での交易を請け負うようになり、天明8年には大規模な搾粕製造をはじめる。寛政元年、蝦夷（アイヌ）が蜂起したクナシリ・メナシの戦い（寛政蝦夷の乱）が勃発し、蝦夷によって泊の運上屋が襲撃されたり多くの和人が殺害されている。後に、乱の平定に協力したアイヌ乙名（お味方蝦夷）たちが松前に赴き、このとき彼らを題材とした夷酋列像が蠣崎波響によって描かれた。また、寛政年間には本州や和人地などと同様に郷村制がしかれ、アイヌは百姓身分に位置づけられていた（江戸時代の身分制度の詳細は士農工商も参照）。また、オムシャ（撫育政策）ではアイヌの有力者を役蝦夷に任命、乙名たちは住民を調べ戸籍（宗門人別改帳）の作製に協力している（江戸時代の日本の人口統計も参照）。
田沼意次治世の天明6年（1786年）と寛政3年（1791年）、最上徳内が国後郡域も踏査。彼は、寛政10年（1798年）にも近藤重蔵の案内役として訪れている。
江戸時代後期、国後郡域は東蝦夷地に属していた。南下政策を強力に推し進めるロシアに備え、寛政11年国後郡域は蝦夷奉行直轄の公議御料（幕府直轄領）とされ、南部藩が泊に勤番所を置き警固を行っていた。国後郡域における間宮林蔵や松田伝十郎らの活躍も、第一次幕領期であった。文化年間には択捉航路を開いた高田屋嘉兵衛によって泊神社 (国後神社)（泊村）が創立されている。文化8年には幕吏が国後島に上陸したゴローニンを捕らえると、その報復に高田屋嘉兵衛がロシアに捕らえたゴローニン事件が起こっている。文政4年国後郡域は一旦松前藩領に復した。嘉永2年（1849年）、松浦武四郎が国後郡域にも訪れ、往路はトマリ（泊村泊）、ヲタトム（米戸賀村小田富）、シベトロ（大滝村シベトロ）、復路はヲン子ベツ（留夜別村遠音別）、フルカマフ（東沸村古釜布）、トマリ（泊村泊）に宿泊した。安政2年再び天領となり仙台藩が泊に出張陣屋を築き警固をおこなった。同6年の6藩分領以降、国後郡は仙台藩領となっていた。幕末になると、植沖神社（留夜別村）も創立されている。慶応4年4月12日、箱館裁判所(閏4月24日に箱館府と改称)の管轄となった。戊辰戦争（箱館戦争）終結直後の1869年、大宝律令の国郡里制を踏襲して国後郡が置かれた。開拓使公文録では国後郡に「クニシリ」の訓が付してあるが、後に現在の読みの「くなしり」となった。

### 郡発足以降の沿革
- 明治2年
  - 8月15日（1869年9月20日） - 北海道で国郡里制が施行され、千島国および国後郡が設置される。開拓使直轄。
  - 8月29日（1869年10月4日） - 久保田藩の領地となる（北海道の分領支配）。
  - 10月 廃止を検討されていた場所請負制が漁場持と名称を変更。
- 明治3年 - 泊村、東沸村、米戸賀村、秩苅別村、留夜別村が起立。
- 明治4年（1871年）
  - 旧暦7月14日（8月29日）、廃藩置県。
  - 旧暦8月20日（10月4日）、北海道の分領支配の廃止により、再び開拓使の管轄となる。
- 明治5年（1872年）
  - 壬申戸籍編製。アイヌは旧百姓身分だったため平民となった（四民平等）。
  - 旧暦4月9日（5月15日）、全国一律に戸長・副戸長を設置。
  - 旧暦10月10日（11月10日）、大区小区制施行。
  - 旧暦12月2日（1872年12月31日）、天保暦からグレゴリオ暦に改暦。
- 明治9年（1875年）9月 - 従来開拓使において随意定めた大小区画を廃し、新たに全道を30の大区に分ち、大区の下に166の小区を設けた。

- 第26大区
  - 1小区 ： 泊村、東沸村、留夜別村、米戸賀村、秩苅別村

- 明治12年（1879年）7月23日 - 郡区町村編制法の北海道での施行により、行政区画としての国後郡が発足。
- 明治13年（1880年）7月 - 根室郡外八郡役所（根室花咲野付標津目梨国後得撫新知占守郡役所）の管轄となる。
- 明治15年（1882年）2月8日 - 廃使置県により根室県の管轄となる。
- 明治18年（1885年）1月 - 根室郡外九郡役所（根室花咲野付標津目梨国後得撫新知占守色丹郡役所）の管轄となる。
- 明治19年（1886年）
  - 1月26日 - 廃県置庁により北海道庁根室支庁の管轄となる。
  - 2月 - 根室支庁が廃止。
- 明治28年（1895年） - 秩苅別村の一部より大滝村が起立。
- 明治30年（1897年）11月5日 - 郡役所が廃止され、根室支庁の管轄となる。
- 大正12年（1923年）4月1日 - 北海道二級町村制の施行により、以下の町村が発足。（2村）
  - 泊村（二級村） ← 泊村、東沸村、米戸賀村、秩苅別村
  - 留夜別村（二級村） ← 留夜別村、大滝村
- 昭和18年（1943年）6月1日 - 北海道一・二級町村制が廃止され、北海道で町村制を施行。二級町村は指定町村となる。
- 昭和20年（1945年）9月2日 - 日本政府が降伏文書に調印、同時に一般命令第1号により、ソ連占領下となる。
- 昭和21年（1946年）10月5日 - 指定町村を廃止。
- 昭和22年（1947年）5月3日 - 地方自治法の施行により北海道根室支庁の管轄となる。
- 平成22年（2010年）4月1日 - 根室支庁が廃止され、根室振興局の管轄となる[2]。

## 行政
特記なき場合『根室・千島歴史人名事典』による。
根室郡外八郡長
| 代 | 氏名     | 就任年月日                | 退任年月日         | 備考                         |
| -- | -------- | ------------------------- | ------------------ | ---------------------------- |
| 1  | 和田正苗 | 明治13年（1880年）7月15日 | 明治18年（1885年） | 花咲郡の一部から色丹郡が分立 |

根室郡外九郡長
| 代 | 氏名     | 就任年月日                 | 退任年月日                | 備考                                   |
| -- | -------- | -------------------------- | ------------------------- | -------------------------------------- |
| 1  | 松下兼清 | 明治18年（1885年）         | 明治19年（1886年）        |                                        |
| 2  | 広田千秋 | 明治19年（1886年）12月     | 明治22年（1889年）        |                                        |
| 3  | 細川碧   | 明治22年（1889年）7月      | 明治23年（1890年）7月     |                                        |
| 4  | 高岡直吉 | 明治23年（1890年）8月11日  | 明治28年（1895年）12月3日 |                                        |
| 5  | 林悦郎   | 明治28年（1895年）12月18日 | 明治30年（1897年）11月5日 | 根室郡外九郡役所を廃し根室支庁を置く。 |